# Pyrrhogyra reducta
Pyrrhogyra reducta är en fjärilsart som beskrevs av Hall 1930. Pyrrhogyra reducta ingår i släktet Pyrrhogyra och familjen praktfjärilar. Inga underarter finns listade.